# Hacarí
Hacarí es un municipio de Colombia, situado en el departamento de Norte de Santander (subregión Occidental), en el noreste del país. Se sitúa a 266 km de Cúcuta, la capital del departamento. Limita al norte con San Calixto, al sur con La Playa de Belén y Ábrego, al este con Sardinata y al oeste con San Calixto y La Playa de Belén.
El municipio de Hacarí fue creado 1930. El municipio es montañoso, quebrado y posee diversidad climática y cuenta con la cuenca del río Tarra.

## Toponimia
La región que hoy ocupa Hacarí en tiempos pasados era conocida como La Palma, La Ordenanza n.º 29 de 1930, cambió el nombre de La Palma por el de Hacarí, para perpetuar las tradiciones de los primeros pobladores de Ocaña.

## División Político-Administrativa
Además de su Cabecera municipal. Hacarí tiene bajo su jurisdicción los centros poblados:
- Las Juntas
- Maracaibo
- San José del Tarra

## Historia
Alonso Pérez de Tolosa, hermano de Juan Pérez de Tolosa, gobernador de Coro (Venezuela), fue, seguramente, el primer blanco que pisó tierras de La Palma. Había salido del Tocuyo en 1547, rumbo al Nuevo Reino de Granada, con 100 hombres en busca de las provincias de Sierras Nevadas para llegar al valle de Cúcuta, después de largas y penosas travesías. Siguió por el río Zulia y "entró en las sierras motilonas en la serranía de los indios carates que son los que están a espaldas de la ciudad de Ocaña, a la banda del norte. La fragosidad de las tierras, despobladas y miserables, obligaron a Pérez de Tolosa a regresar a Cúcuta". Se supone que partió de Cúcuta y tomó la ruta de Sardinata que lo condujo a La Palma y Teorama. Regreso por la vía de Maracaibo en 1550.
Según algunos autores como Miguel Marciales La Palma, como Aspasica y La Playa de Belén, en la Geografía Histórica de Norte de Santander, surge por un movimiento de redistribución de antiguas encomiendas, que adquirieron la categoría de aldeas, con párroco y migración de blancos, a través de la vía por Ocaña.
Según información obtenido del Protocolo de 1575, documento obtenido a través de la Notaria Única de Ocaña, se indica que en los albores de la colonización del territorio de la actual provincia de Ocaña, el capitán Fernández de Contreras, en su condición de Teniente Gobernador, y de Presidente del Muy Ilustre Cabildo Justicia y Regimiento procedió, de acuerdo con la Corporación, al repartimiento de tierras y nombramiento de los encomenderos que debían dedicarse a la catequización y civilización de los indígenas, cuya delicada misión correspondió a los más notables conquistadores y primeros pobladores, entre ellos el escribano público, Gómez Álvarez de Aguilera, a quien correspondió Lucutama. Años más tarde, Gómez Álvarez de Aguilera, a quien se atribuye, también, la españolización de la aldea de Aspasica, aparece frente a las encomiendas de Borra y Lucutama, que obedecían a Tomasillo, cacique de esas parcialidades.
Fray Juan Léon Vila tuvo a su cargo la "servidumbre del curato de nueva reducción de yndios motilones de el pueblo de La Palma", con una asignación conocida como oblata, que ascendía a la suma de cincuenta pesos anuales, suma que no tenía como destino comer y vestir sino atender las provisiones de vino y cera para el santo sacrificio de la misa. Se asimilaba el servicio de fray Juan León Vila al que prestaban los misioneros de Río Hacha.
La colonización y pacificación de la región de Hacarí se inició en el año de 1794, hecho que se corrobora por contenidos en documentos conservados en el Archivo General de la Nación y en el Archivo Histórico Eclesiástico de la Antigua Provincia de Santa Marta. 
En 1849 se creó la Provincia de Ocaña, con distritos parroquiales, que posteriormente fueron elevados a municipios, entre ellos La Palma.
Por medio de la Ley del 13 de mayo de 1857 se creó el Estado de Santander y e 15 junio se le agregaron con distintos límites los distritos parroquiales de la Provincia de Ocaña.
La Palma fue corregimiento de Aspasica en 1906 (21 de junio). Gaceta de Santander n.º 3817 del 1o de diciembre de 1906.
El 14 de julio de 1910 por medio de la ley 25 se creó el Departamento Norte de Santander, con los municipios repartidos en tres provincias: Cúcuta, Ocaña y Pamplona. Hacarí se convirtió por esta ley en municipio. 
El municipio como población urbana fue aceptado hasta 1930, año que lastimosamente coincidió con los primeros enfrentamientos fuertes entre seguidores de partidos políticos en el conflicto de La Violencia en Colombia (1925-1958), debido a esta situación, la presencia de habitantes en poblaciones pequeñas y en el sector rural estuvo desanimada.

### Ordenanza No 29 de 1930[3][7]
(14 de abril de 1930)
Por la cual se sustituye el nombre del Municipio de La Palma por el de Hacarí. La Asamblea Departamental del Norte de Santander, en uso de sus facultades legales y 
CONSIDERANDO:
1º. Que la Ley 5ª. de 1920 ordena el cambio de nombre de los Municipios homónimos de la República;
2º. Que el nombre del Municipio de La Palma lo llevan otros Municipios del país fundados con anterioridad;
3º. Que al hacerse esos cambios deben buscarse nombres autóctonos de nuestros pueblos, que consagren alguna bella tradición o un grato recuerdo; y
4º. Que el nombre indígena de Hacarí envuelve una tradición bellísima y hace recuerdo de los primeros moradores de Ocaña, capital de la Provincia a que pertenece dicho Municipio,
ORDENA:
Artículo 1º. Desde la sanción de la presente Ordenanza el Municipio de La Palma se denominará Hacarí, en memoria de los primeros moradores de Ocaña.
Artículo 2º. Debidamente enmarcada una copia de la presente Ordenanza será fijada en los salones del Concejo de dicho Municipio.
Artículo 3º. Lo dispuesto en esta Ordenanza será comunicado para los efectos legales, al Excmo. Señor Presidente de la República, a los Ministros del Despacho Ejecutivo, a los Gobernadores de los Departamentos y a la Dirección Nacional del Censo. 
Expedida en San José de Cúcuta, a once de abril de mil novecientos treinta.
El Presidente, Luis Eduardo Romero. El Secretario, A. Angulo C.

## Extensión y límites del municipio
La superficie de Hacarí es de 410 km², que representa el 1,89% del departamento. 
- Norte: San Calixto
- Sur: La Playa de Belén y Ábrego
- Oriente: Sardinata
- Occidente: La Playa de Belén y San Calixto

## Economía
Hacarí es una región netamente agrícola y ganadera. Con su variedad de climas ofrece una diversidad de productos agrícolas, aunque se han disminuido la producción de algunos por el uso inadecuado de los suelos, siembra de cultivos en áreas inapropiadas, falta de vías de comunicación para repartir los productos en zonas de mercados cercanos.

## Vías de transporte terrestre
El municipio tiene la posibilidad de conexión más frecuente por medio transporte tradicional con las siguientes poblaciones:
- Ocaña (2 horas, 10 minutos)
- San Calixto (1 hora)
- La Playa de Belén (1 hora, 20 minutos)